# Hermann Wächter (Politiker, 1876)
Albert Hermann Wächter (* 26. Juni 1876 in Großhettstedt; † 25. März 1954 in Gera) war ein deutscher Politiker (Wirtschaftspartei). Er war von 1927 bis 1929 Abgeordneter des Thüringer Landtages.

## Leben
Der Sohn des Maurergesellen Heinrich Richard Wächter und der Caroline Louise Pauline, geborene Müller, besuchte die Bürgerschule in Arnstadt. Er ging ab 1898 auf die Schneiderakademie in Dresden und legte 1904 die Meisterprüfung ab. Danach betätigte er sich bis 1937 als Schneidermeister in Gera und war dort zuletzt Inhaber eines eigenen Geschäfts.
Im Januar 1927 wurde Wächter für die Reichspartei des deutschen Mittelstandes (Wirtschaftspartei) in den Thüringer Landtag gewählt, dem er bis Dezember 1929 angehörte.
Hermann Wächter heiratete 1920 Paula Frida Marie Bauer (1886–1977), die Tochter eines Bauern und Webers.